# 卡爾弗頓 (紐約州)
卡爾弗頓（英語：Calverton）是位於美國紐約州薩福克縣的普查規定居民點。

## 人口
根據2020年美國人口普查的數據，卡爾弗頓的面積為69.19平方千米，當中陸地面積為67.90平方千米，而水域面積為1.29平方千米。當地共有人口5934人，而人口密度為每平方千米85.76人。